# Distrito rural de Malling
Malling fue un distrito rural en el condado administrativo de Kent (Inglaterra) entre 1894 y 1974. 
Fue constituido bajo la Ley de Gobierno Local de 1894 y estaba dividido en veinticinco parroquias: Addington, Allington, Aylesford, Birling, Borough Green, Burham, Ditton, East Malling and Larkfield, East Peckham, Ightham, Leybourne, Mereworth, Offham, Platt, Plaxtol, Ryarsh, Shipbourne, Snodland, Stansted, Trottiscliffe, Wateringbury, West Malling, West Peckham, Wouldham y Wrotham.
Su superficie fue reducida a principios de los años 1930 al ceder una parte (38 acres) de Allington a Hollingbourne, parte (688 acres) de esta última, de Aylesford y de East Peckham a Maidstone, parte (10 acres) de Trottiscliffe a Strood y parte de Ightham (129 acres) a Dartford y otra (308 acres) a Sevenoaks. Por otro lado, la superficie total (8359 acres) del distrito urbano de Wrotham fue anexionada a Malling tras su abolición, junto con una parte (1 acre) de la parroquia de Nettlestead, en Maidstone.
Malling fue abolido en 1974 bajo la Ley de Gobierno Local de 1972 y su territorio pasó a formar parte del nuevo distrito de Tonbridge and Malling.